# عزالدین بن شداد
اِبْنِ شَدّاد، از تاریخ نویسان و جغرافی دانان کرد است که در سوریه و مصر می‌زیسته‌است. وی توانسته‌است با وجود موقعیت‌های سیاسی و اجتماعی خویش، آثار مفیدی در زمینه تاریخ به نگارش درآورد.

## سرگذشت
عزالدین ابوعبدالله محمد بن علی بن ابراهیم بن شداد انصاری حلبی از مورخان و دبیران و وزیران روزگار ایوبیان و مملوکان است که در ذیحجه ۶۱۳ قمری به دنیا آمده‌است. از تاریخ دوران کودکی و نوجوانی وی اطلاعاتی در دست نیست، اما در نوجوانی به کارهای دیوانی مشغول بوده‌است. نخستین سمت وی نظارت بر امر گردآوری مالیت در حران بوده٬است که در سال ۶۴۰ قمری از سوی سلطان صلاح الدین یوسف، عهده‌دار این منصب شده‌است. در سال ۶۵۷ قمری، نزد فرمانروای دمشق تقرب یافت و از سوی حاکم به سفارت نزد مغولان به میافارقین رفت. وی در نهایت از حمله مغولان به سمت مصر گریخت و در دستگاه ملک منصور قلاوون جای گرفت. ابن شداد در ۶۷۶ قمری همراه ملک ظاهر به دمشق رفت و در هماان سال در این شهر درگذشت. وی به جهت فرار از یورش مغولانبه برخی شهرها گریخته بود، به تاریخ و جغرافیا علاقه‌مند شد و به همین جهت، تصمیم گرفت تا آثاری را در تاریخ و با هدف عبرت دیگران، تألیف کند. وی تواسنت از مناصب دیوانی خویش و همچنین مصاحبت‌هایش با امیران و بزرگان و البته مسئولیت‌های سیاسی‌اش، در این امر موفق عمل کرده‌است.
از جمله کسانی که از ابن شداد نقل کرده‌اند، ابوالفضل محمد بن شحنه است که در کتاب الدر المنتخب فی تاریخ مملکه حلب، در چندین جا از وی نقل قول‌هایی را آورده‌است. با این وجود، مؤلفان متاخر بر آثار ابن شداد، چندان عنایتی نشان ندادند و و احتمالاً این به آن جهت است که وی را با بهاء الدین یوسف ابن رافع اشتباه گرفته‌اند. منشاء این اشتباه علاوه بر شهرت هر دو به ابن شداد، به جهت رشد و نمو این دو در حلب و همچنین تالیف آثار در حوزه سیر ملوک بوده‌است. نخستین کسی که چنین اشتباهی را کرده‌است، حاجی خلیفه است که کتاب الاعلاق الخطیره را به ابن شداد یوسف بن رافع حلبی منسوب دانسته‌است. با این وجود مولفین متاخر، این دو را از یکدیگر بازشناخته و اشتباه پیشینیان را تصحیح کرده‌اند.

## آثار
آثار وی عبارتند از:
- الاعلاق الخطیرة فی ذکر امراء الشام و الجزیرة (در حوزه تاریخ و جغرافیا و از مهمترین آثار ابن شداد)
- جنی الجنّتین فی اخبار الدولتین
- الروض الزّاهر فی سیرة الملک الظاهر
- القُرعة الشدادیة الحمیریة
- سیرة الملک الظاهر بَیْبَرس
- برق الشام فی محاسن اقلیم الشام
- کروم التهانی لتفسیر السبع المثانی
- الدرّة الخطیرة فی اسماء الشام و الجزیرة